# Daniel Abt
Daniel Abt (Kempten im Allgäu, 3 de dezembro de 1992) é um automobilista alemão.

## Carreira

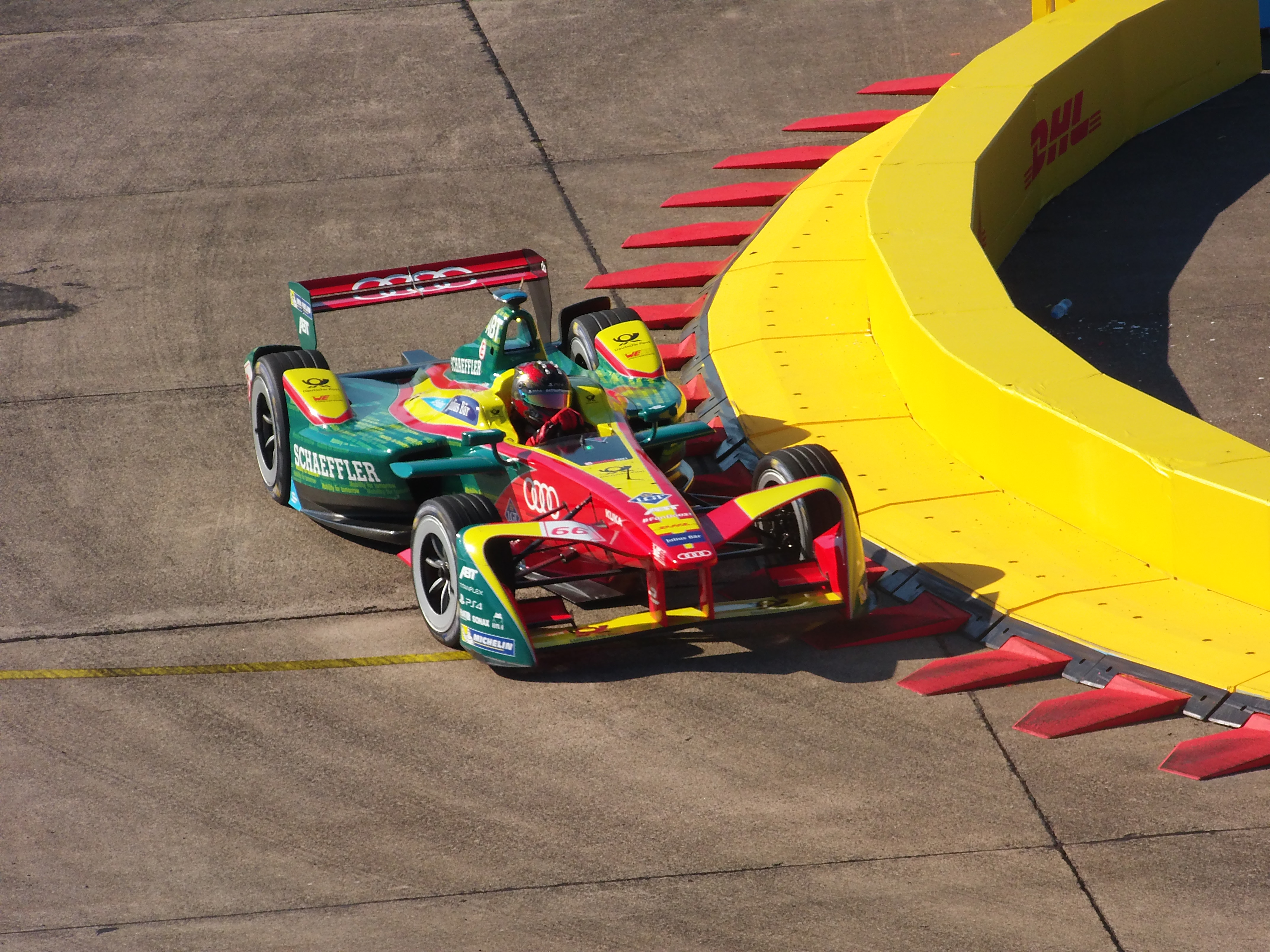
Daniel Abt no ePrix de Berlim de 2017.

Em sua carreira, passou por Fórmula 3 Euro Series, GP3 e Fórmula Renault 3.5 Series, as últimas disputadas paralelamente em 2012.
No final do mesmo ano, foi anunciada sua contratação pela equipe Lotus GP, após obter o vice-campeonato da GP3.